# Free Internet Act
A Free Internet Act ("Lei da Internet Livre") é um projeto de lei destinado a regular a Internet e seus usos em todo o mundo, como uma alternativa à a SOPA e à PIPA. A ideia foi originada em um post do Reddit e a Lei está sendo desenvolvida em uma subseção do do Reddit criada especificamente para esta finalidade. Como um dos primeiros exemplos da legislação crowdsourcing, tem levantado questões relativas à participação pública no governo no século 21. Os primeiros artigos do blog Techdirt e do site de notícias de tecnologia Techspot mostram que há um interesse para ver como esta proposta sairá, na esteira da campanha do Reddit bem sucedida para deter a passagem do SOPA e da PIPA. Alguns jornalistas de tecnologia escreveram comentários debochados sobre a situação.
Alexis Ohanian, cofundador do Reddit, explicou que "Este é definitivamente um começo, mas eu vou te dizer que estamos em território desconhecido. Esta é uma comunidade que há alguns anos atrás decidiu que ia ser um boa ideia ter a maior troca de amigo secreto do mundo e conseguiu. E sites inteiros têm se dedicado a isso, e agora duas vezes por ano você pode trocar presentes de amigo secreto com as pessoas em todo o mundo. Ele só tipo funciona. E é essa magia descentralizada que tanto tem feito para a luta contra a SOPA e a PIPA até agora, sim, eu não colocaria nada fora do alcance deles. Agora há ainda um longo caminho para ir de grandes discussões on-line para a legislação de verdade, mas o que tem realmente animado é que o que vai sair da repercussão negativa é que há legisladores, há senadores e deputados que estão realmente ouvindo ".